# Cratichneumon takomae
Cratichneumon takomae är en stekelart som beskrevs av Heinrich 1961. Cratichneumon takomae ingår i släktet Cratichneumon och familjen brokparasitsteklar. Inga underarter finns listade i Catalogue of Life.